# Station Witnica
Station Witnica is een spoorwegstation in de Poolse plaats Witnica.